# Радке, Ронни
Ро́нни Ра́дке (англ. Ronnie Radke; 15 декабря 1983, Лас-Вегас, США) — американский певец, автор песен, продюсер, музыкант. Он является одним из основателей и нынешним вокалистом коллектива Falling In Reverse. Также Радке бывший вокалист и один из основателей группы Escape the Fate. С Falling In Reverse он выпустил пять полноформатных студийных альбомов: The Drug In Me Is You (2011), Fashionably Late (2013), Just Like You (2015), Coming Home (2017) и Popular Monster (2024) через лейбл Epitaph Records. Радке получил несколько наград за участие вместе с группой Falling In Reverse, в том числе лучший APTV видео и вокалист года  Alternative Press. С его бывшей группой, Escape the Fate, он выпустил один EP, There's No Sympathy for the Dead, и один полноформатный студийный альбом, Dying Is Your Latest Fashion в 2006 году на Epitaph. Как сольный музыкант, он выпустил свой рэп-микстейп, Watch Me, в 2014 году, в котором сотрудничал с другими артистами, такими как Deuce, b.LaY, Тайлер Картер из Issues, Sy Ari Da Kid, Джекоби Шэддикс из Papa Roach, Дэнни Уорсноп из Asking Alexandria и We Are Harlot, и Крейг Мэббит из Escape the Fate.

## Биография
Ронни Радке родился 15 декабря 1983 года. Он вырос в бедной семье с отцом, братом и бабушкой. Мать Радке оставила семью по неизвестным причинам.
Радке научился играть на фортепиано и гитаре в своих первых группах. Сначала он начал играть каверы на Blink-182 песни на гитаре. Первая песня, которую он смог сыграть - "Dammit". Он создал несколько групп в то время как учился в средней школе. Радке сбежал из дома, чтобы играть в своей первой группе со своим другом Митчем под названием 3.0., которая "звучит так же, как Blink 182" по словам Радке. Он жил с Митчем и его матерью в течение определенного периода времени. Они сыграли несколько концертов на различных площадках, таких как Chain Reaction и Huntridge в Лас-Вегасе.
После группы Радке вернулся к папе и сказал, что он бросил школу. Радке вновь вернулся в школу и затем бросил снова. Радке заявил, что вторая группа называлась Lefty. Ронни встретил Макса Грина (из группы Almost Heroes) на шоу талантов. Микрофон Радке упал и Макс взял его за Ронни, пока они были на сцене, и они стали друзьями, образуя группу True Story, которая записала демо, содержащее трек "This Is Not the End".
В 2004 году он сформировал группу Escape the Fate. В течение лишь одного месяца группе удалось добиться успеха в стране. 
В 2006 году Ронни был арестован за участие в потасовке, в результате которой был застрелен 18-летний Майкл Кук. Выстрел хоть и не был произведен Ронни, музыкант был осужден за соучастие в убийстве и был приговорен к тюремному заключению в 2008 году. Его также исключили из группы.
12 декабря 2010 года Радке вышел на свободу. В тюрьме он собрал Falling in Reverse.

## Сольная карьера
В 2014 году Радке записал сольный микстеп "Watch Me" в жанре рэп. В его записи приняли участие такие рок-музыканты, как Deuce, Тайлер Картер, и т.д. Ронни Радке также принял участие в записи песни Deuce - Nobody Likes Me с альбома Nine Lives.

## Дискография
Escape the Fate
- Escape the Fate (Demo) (2005)
- There’s No Sympathy for the Dead (2006)
- Dying Is Your Latest Fashion (2006)
- Situations EP (2007)

Falling in Reverse
- The Drug in Me Is You (2011)
- Fashionably Late (2013)
- Just Like You (2015)
- Coming Home (2017)
- Popular Monster (2024)

Сольная карьера
- Watch Me (2014)